# Gomes Eanes de Zurara
Gomes Eanes de Zurara est un historien portugais du XVe siècle. On lui doit notamment le récit des voyages d'exploration portugais.

## Biographie
Si la date (entre 1405 et 1410) et le lieu de sa naissance (Santarém ou Zurara) restent inconnus, on sait qu'il est fils d'un chanoine de Coimbra et d'Évora. Il travaille très tôt dans l'entourage du roi Édouard Ier de Portugal dans le domaine des archives. Celui-ci le nomme chroniqueur officiel du royaume. Il aurait été nommé conservateur officiel de la bibliothèque royale avant d'être nommé conservateur de la Torre de Tombo (archives nationales) par Alphonse V le 6 juin 1454. Il devient cette même année commandeur de l'Ordre du Christ dirigé par l'Infant Henrique. 
Quand Alphonse V monte sur le trône, celui-ci lui demande de compiler les faits importants réalisés par son grand-père Jean Ier. Sa première chronique, basée sur celles d'un certain Afonso Cerveira, aujourd'hui disparues, raconte les événements qui conduisent à la Conquête de Ceuta en 1415.
Il rédige une biographie du premier capitaine de Ceuta, Dom Pedro de Meneses, couvrant les années 1415-1431. Il poursuit son travail au Maroc pour la période 1431-1437 avec la Crónica do Conde Dom Duarte de Meneses, époque pendant laquelle Édouard exerçait le commandement de Ceuta. 
On lui doit surtout la Chroniques de Guinée pour le roi Alphonse V, une synthèse des récits des voyages d'exploration le long des côtes africaines. Sa chronique du règne d'Alphonse V restera inachevée puisqu'il meurt autour de 1473.

## Œuvre
- 1450 - "Chronica del Rei D. Joam I de boa memória. Terceira parte em que se contam a Tomada de Ceuta" (Lisbonne, 1644)
- 1453 - "Chronica do Descobrimento e Conquista da Guiné" (Paris, 1841)
- 1463 - "Chronica do Conde D. Pedro de Menezes" (in: Inéditos de Historia Portugueza, vol. II. Lisbonne, 1792)
- 1468 - "Chronica do Conde D. Duarte de Menezes" (in: Inéditos de Historia Portugueza, vol. III. Lisbonne, 1793)

En français
- Chronique de Guinée (1453), Chandeigne, coll. « Magellane », 2011.